# Oleszyce (gromada)
Oleszyce – dawna gromada, czyli najmniejsza jednostka podziału terytorialnego Polskiej Rzeczypospolitej Ludowej w latach 1954–1972.
Gromady, z gromadzkimi radami narodowymi (GRN) jako organami władzy najniższego stopnia na wsi, funkcjonowały od reformy reorganizującej administrację wiejską przeprowadzonej jesienią 1954 do momentu ich zniesienia z dniem 1 stycznia 1973, tym samym wypierając organizację gminną w latach 1954–1972.
Gromadę Oleszyce z siedzibą GRN w Oleszycach (wówczas wsi) utworzono – jako jedną z 8759 gromad na obszarze Polski – w powiecie lubaczowskim w woj. rzeszowskim na mocy uchwały nr 26/54 WRN w Rzeszowie z dnia 5 października 1954. W skład jednostki wszedł obszar dotychczasowej gromady Oleszyce ze zniesionej gminy Oleszyce oraz obszar dotychczasowej gromady Futory ze zniesionej gminy Oleszyce Stare w tymże powiecie. Dla gromady ustalono 14 członków gromadzkiej rady narodowej.
31 grudnia 1961 do gromady Oleszyce włączono obszar zniesionej gromady Oleszyce Stare w tymże powiecie.
1 stycznia 1969 do gromady Oleszyce włączono wieś Borchów z gromady Dąbków w tymże powiecie.
Gromada przetrwała do końca 1972 roku, czyli do kolejnej reformy gminnej. 1 stycznia 1973 w powiecie lubaczowskim powstała współczesna gmina Oleszyce (funkcjonująca do 1954 gmina Oleszyce składała się z samych Oleszyc).